# Monastère de Debré Libanos
Pour le district, voir Debre Libanos.
Le monastère de Debré Libanos (en transcription précise Däbrä Libānos) est un monastère éthiopien orthodoxe situé à environ 120 km au nord-ouest de la capitale Addis-Abeba. C'est le plus important monastère du pays.
Le titre d'Itchégué du Siège de Takla Haymanot que portait autrefois le supérieur du monastère, considéré comme le chef de tous les moines du pays, est aujourd'hui porté par le catholicos-patriarche, le primat de l'Église.

## Description
L'établissement est situé dans la vallée du Gur, affluent de la rivière Djamma et sous-affluent du Nil Bleu, non loin de falaises où vivent les babouins géladas. L'actuelle église Saint-Takla-Haymanot a été construite au début des années 1960 à l'initiative de l'empereur Hailé Sélassié. Il y a aussi une église de la Sainte-Croix. Le monastère comprend cinq écoles religieuses. L'accès est interdit aux femmes. À quelque distance se trouve la grotte, aujourd'hui église, qui servit d'ermitage à Takla Haymanot ; elle contient une source miraculeuse, où les fidèles viennent en pèlerinage.

## Histoire
Le monastère a été fondé en 1284 par Takla Haymanot, dans un lieu appelé Gerarya. Il s'appelait à l'origine Däbrä Asbo, et fut rebaptisé Däbrä Libānos le 26 décembre 1445 par décision de l'empereur Zara Yaqob.
Takla Haymanot était un disciple de Iyasus Moa, fondateur vers 1250 du monastère Saint-Étienne du lac Hayq. Une rivalité exista longtemps entre les deux monastères : celui du lac Hayq semble avoir occupé une position prééminente jusqu'au XVe siècle, son abbé portant à la cour impériale le titre d'  'aqabä sä'at (« gardien des heures »), mais à partir du XVIe siècle c'est l'abbé de Debré Libanos (l' Itchégué) qui acquit une position dirigeante pour tous les moines du pays. C'est l'empereur Zara Yaqob, réformateur religieux (milieu du XVe siècle), qui associa étroitement Debré Libanos à la monarchie. De même, une tradition ancienne associait Iyasus Moa à la restauration de la dynastie « légitime » des Salomonides par Yekouno Amlak en 1270 ; depuis le XVIIe siècle environ, une tradition concurrente a substitué Takla Haymanot à Iyasus Moa.
Les bâtiments ont été reconstruits plusieurs fois. Particulièrement, le monastère fut entièrement pillé et incendié, et les moines massacrés, le 14 juillet 1532 par les troupes du conquérant musulman Ahmed Gragne. À partir du milieu du XVIIe siècle, la résidence des Itchégués fut en fait le palais d'Azazo, près de Gondar, la capitale impériale d'alors, et le monastère lui-même fut quelque peu délaissé. 
Le 21 mai 1937, les troupes d'occupation italiennes commirent un important massacre dans ce monastère : à la suite d'un attentat perpétré le 19 février par des résistants, à Addis-Abeba pendant une cérémonie, et où il fut grièvement blessé, le vice-roi Rodolfo Graziani ordonna un raid de représailles sur Debré Libanos, supposé être le foyer spirituel de la résistance. 297 moines et 23 laïcs furent massacrés par les soldats. « Le monastère est fermé, définitivement », écrivit Graziani à Mussolini.